# Валя-Тейлор
Валя-Тейлор (рум. Valea Teilor) — комуна у повіті Тулча в Румунії. До складу комуни входить єдине село Валя-Тейлор.
Комуна розташована на відстані 203 км на схід від Бухареста, 26 км на захід від Тулчі, 104 км на північ від Констанци, 49 км на південний схід від Галаца.

## Населення
У 2009 році в комуні проживали 1511 осіб.

## Зовнішні посилання
- Дані про комуну Валя-Тейлор на сайті Ghidul Primăriilor [Архівовано 20 жовтня 2010 у Wayback Machine.]